# Shinbutsu bunri
El terme Shinbutsu bunri (神仏分離), indica la prohibició al Japó de fusionar el xintoisme del budisme, i l'esforç de crear una divisió clara entre el xintoisme i el budisme per un costat, i dels temples budistes i santuaris xintoistes en un altre costat. A la fi de l'era Edo el xintoisme i el budisme estaven íntimament connectats en el que era nomenat shinbutsu shūgō (神仏習合) al punt en el qual les edificacions eren usades simultàniament com a santuaris xintoistes i temples budistes.
La tendència d'una oposició al budisme va ser vista a inicis de l'era Meiji com una reacció nacionalista a la seva expansió, però el terme usualment indica al moviment antibudista que, a partir de mitjan l'era Edo, acompanyat del confucianisme, l'estudi de la literatura i cultura antiga japonesa (o kokugaku), i el nacionalisme xintoista, tots aquests moviments amb una visió oposada al budisme. En un sentit més precís, el shinbutsu bunri és la política de separació del xintoisme i del budisme que perseguia el nou govern Meiji amb la Ordre de Separació del Xintoisme i del Budisme (神仏判然令, Shinbutsu Hanzenrei). Aquest últim esdeveniment és de particular importància històrica, en part perquè va exacerbar el Haibutsu kishaku, un moviment violent antibudista que durant els anys finals del shogunat Tokugawa i durant la restauració Meiji va causar la clausura obligat de milers de temples, la confiscació de les seves terres, el forçat retorn de monjos a la vida comuna, i la destrucció de llibres, estàtues i d'altres propietats budistes. Inclusivament campanes de bronze budistes van ser foses per fabricar canons.

## L'era Edo
Tant el shinbutsu bunri i el haibutsu kishaku van provocar en aquesta època un fenomen que va aparèixer en gran manera en dominis a on el confucianisme antibudista era prominent, com als dominis de Okayama, Mito i Iode. Per exemple, a la dècada de 1660 Tokugawa Mitsukuni de Mite va forçar la clausura de milers de temples budistes i va ordenar la construcció d'un santuari xintoista per vila.

## L'era Meiji
El govern Meiji va intentar clarificar la distinció entre el budisme i el xintoisme amb una sèrie d'edictes, i es va realitzar en diverses etapes.
Una primera ordre emesa pel Jingijimuka per l'abril de 1868 va ordenar l'eliminació del hàbit dels shasō (社僧) i bettō (別当) (monjos de santuari que celebren ritus budistes en santuaris xintoistes). Uns dies més tard, el Daijōkan va prohibir l'aplicació del terme budista gongen als kami japonesos i la veneració d'estàtues budistes en els santuaris. El tercer pas va consistir en la prohibició del terme budista Daibosatsu a la deïtat xintoista Hachiman en el Santuari Iwashizumi i el Santuari Usa Hachiman. El quart i últim pas, tots els shasō i bettō als quals se li van remoure els seus hàbits es van convertir en kannushi (神主, sacerdots de santuari) i van tornar als seus santuaris. També, els monjos de la secta Nichiren no podien referir a les seves deïtats com kami.
La política de shinbutsu bunri a l'era Meiji va significar com el primer pas per convertir el xintoisme en la religió oficial de l'estat; tanmateix, la idea va fracassar a causa de l'ampla oposició i va ser arraconat. El 1873 el govern va admetre que els seus esforços d'elevar el xintoisme sobre el budisme van fracassar. Tanmateix, el govern va tenir èxit a crear la falsa impressió que el xintoisme i el budisme al Japó eren completament diferents i independents. 
De qualsevol forma, en menys de dues dècades el budisme no solament es va recuperar, sinó que es va modernitzar, convertint-se una vegada més en una força significativa. Això va conduir la coexistència del xintoisme i del budisme com es veu avui dia.

### El shogunat Tokugawa i el sistema danka
La relació entre el budisme i el shogunat Tokugawa va ser complexa. A pesar que la filosofia oficial va estar enganxada al neoconfucianisme, el budisme es va convertir parcialment de l'estat a conseqüència de la política dels Tokugawa de perseguir els cristians. Per aturar la propagació del cristianisme, es va introduir el sistema danka, que obligava a les famílies a afiliar-se a un temple budista, i en canvi rebien una certificació que confirmava que no eren cristians. Sense aquesta certificació era impossible viure de manera normal en el Japó de l'era Edo. Les famílies tenien per llei realitzar diverses obligacions a través de les institucions budistes, sobre tot fer donacions monetàries al temple afiliat. Perquè existien 100.000 temples en un país de 30 milions d'habitants, existia una mitjana de 300 persones que patrocinaven un temple, causant una considerable càrrega econòmica.
Això va causar un descontentament general i posteriorment va generar en un repudi. El fet que el budisme va estar profundament arrelat amb els shōgun també va significar que s'havia convertit en un dels seus símbols i en un enemic d'aquells que cercaven la caiguda del shogunat. Totes aquestes faccions anhelaven la caiguda del budisme i l'enfortiment del xintoisme era considerat com una forma de cercar aquest objectiu.

### Neoconfucianisme
El pensament neoconfucianista al Japó va emfasitzar l'ús de la raó i era essencialment humanística; per tant rebutjava el budisme com superstició. També emfasitzava la lleialtat a l'Emperador i va ser radicalment xenòfoba. El confucianisme antibudista va ser la causa dels esdeveniments de Haibutsu Kishaku en els dominis d'Aizu, d'Okayama i de Mito durant l'era Edo. Alguns dels líders del moviment neoconfucionista van ser antics monjos budistes. Fujiwara Seika, Hayashi Razan i Yamazaki Ansai van ser antics monjos Rinzai.

#### Kokugaku
El kokugaku va ser una escola de filologia i filosofia japonesa que va sorgir a l'era Edo. Els erudits del kokugaku preferien l'estudi filològic dels antics clàssics japonesos en lloc de l'estudi de textos xinesos i budistes. Els estudiosos del kokugaku criticaven la moral repressiva dels pensadors confucians i van tractar de restablir la cultura japonesa anterior a l'arribada de formes estrangeres de pensament i costums.
A mitjan segle xix, els estudiants del kokugaku es van involucrar en la lluita contra el shogunat i donaven suport a l'emperador. Reclamaven que els antics documents japonesos deien que solament l'emperador era divinament autoritzat per governar Japó.

## Conseqüències
A pesar que els edictes governamentals no ordenaven explícitament el tancament dels temples, la destrucció de propietats budistes i l'eliminació dels hàbits de monjos i monges budistes, de vegades eren interpretades com a tals, i el moviment Haibutsu Kishaku es va expandir a tot el país amb tràgiques conseqüències.
La política de Shinbutsu bunri per si mateixa va ser la causa directa de danys seriosos a importants propietats culturals. Perquè la sincretización entre ambdues religions es va prohibir, els santuaris i temples havien de donar alguns dels seus tresors, i això va conduir el desprofit de la seva herència cultural i va decréixer el valor històric i econòmic de les seves propietats.
Una altra conseqüència de la política va ser la creació de les nomenades "tradicions inventades". Per evitar la destrucció de material il·legal durant les noves regles, els monjos budistes i xintoistes van inventar tradicions, genealogies i una altra classe d'informació que justifiqués la seva presència. Això va comportar a que el coneixement del seu origen de vegades es perdia, causant grans confusions entre els investigadors.